# Liga dos Campeões da FIBA de 2023-24
A Temporada 2023-24 da Liga dos Campeões da FIBA (em inglês:  2023-24 Basketball Champions League (BCL)) foi a 8ª edição da competição continental masculina organizada pela FIBA Europa, sucursal da Federação Internacional de Basquetebol. A competição hoje figura como a terceira competição continental mais importante do basquetebol europeu. 
A equipe do Telekom Baskets Bonn defende seu título. A cidade de Belgrado foi escolhida para acolher o Final Four da temporada e está programado para os dias 26 a 28 de abril as finais na Arena Belgrado.

## Clubes participantes
| Pınar Karşıyaka (2º)        | AEK (6º)                    | JDA Bourgogne Dijon (5º)       | Opava (1º)             |
| Bursaspor İnfo Yatırım (5º) | Unicaja Malaga (3º)         | Le Mans Sarthe (6º)            | Falco Szombathely (1º) |
| Darüşşafaka Lassa (6º)      | Lenovo Tenerife (6º)        | Hapoel Jerusalém (3º)          | VEF Riga (1º)          |
| Galatasaray Nef (8º)        | UCAM Murcia (9º)            | Hapoel Holon (4º)              | rytas Vilnius (2º)     |
| Tofaş (7º)                  | Rio Breogan (10º)           | Bertram Derthona Tortona (3º)  | King Szczecin (1º)     |
| Peristeri Bwin (3º)         | Telekom Baskets Bonn (2º) C | Banco di Sardegna Sassari (4º) |                        |
| P.A.O.K Salônica (4º)       | MHP Riesen Ludwigsburg (4º) | Filou Oostende (1º)            |                        |
| Promitheas (5º)             | EWE Baskets Oldenburg (6º)  | Igokea m:tel (1º)              |                        |

| Cholet Basket (7º)          | Bakken Bears (1º)     | KB Peja (1º)          | Patrioti Levice (1º)      |
| SIG Strasbourg (7º)         | Kalev/Cramo (1º)      | Heroes Den Bosch (1º) | Monbus Obradoiro (11º)    |
| Happy Casa Brindisi (7º)    | Karhu (2º)            | Legia Warsaw (4º)     | Norrköping Dolphins (1º)  |
| Openjobsmetis Varese (13º)  | TSU Tbilisi (1º)      | Benfica (1º)          | Fribourg Olympic (1º)     |
| Telenet Giants Antwerp (2º) | Göttingen (7º)        | CSM Oradea (2º)       | Caledonia Gladiators (5º) |
| AEK Larnaca (1º)            | Ironi Ness Ziona (6º) | FMP Meridian (2º)     |                           |

## Fase classificatória

### Pré-classificatória
| Time 1           | Placar  | Time 2               |
| ---------------- | ------- | -------------------- |
| Fribourg Olympic | 57 - 51 | Caledonia Gladiators |

### Chave 1
|  | Quartas-de-final | Quartas-de-final    | Quartas-de-final    |         |              | Semifinais | Semifinais | Semifinais |  |  | Final | Final               | Final |
|  |                  |                     |                     |         |              |            |            |            |  |  |       |                     |       |
|  |                  | Bakken Bears        | 103                 |         |              |            |            |            |  |  |       |                     |       |
|  |                  | KB Peja             | 79                  |         |              |            |            |            |  |  |       |                     |       |
|  |                  | KB Peja             | 79                  |         | Bakken Bears | 68         |            |            |  |  |       |                     |       |
|  |                  |                     |                     |         | Bakken Bears | 68         |            |            |  |  |       |                     |       |
|  |                  |                     | Norrköping Dolphins | 78      |              |            |            |            |  |  |       |                     |       |
|  |                  | Kalev/Cramo         | Norrköping Dolphins | 78      | 78           |            |            |            |  |  |       |                     |       |
|  |                  | Kalev/Cramo         |                     |         | 78           |            |            |            |  |  |       |                     |       |
|  |                  | Norrköping Dolphins | 82                  |         |              |            |            |            |  |  |       |                     |       |
|  |                  |                     |                     |         |              |            |            |            |  |  |       | Norrköping Dolphins | 73    |
|  |                  |                     |                     | Benfica | 83           |            |            |            |  |  |       |                     |       |
|  |                  | Benfica             | 122                 |         |              |            |            |            |  |  |       |                     |       |
|  |                  | TSU Tbilisi         | 62                  |         |              |            |            |            |  |  |       |                     |       |
|  |                  | TSU Tbilisi         | 62                  |         | Benfica      | 87         |            |            |  |  |       |                     |       |
|  |                  |                     |                     |         | Benfica      | 87         |            |            |  |  |       |                     |       |
|  |                  |                     | AEK Larnaca         | 59      |              |            |            |            |  |  |       |                     |       |
|  |                  | BC Levicki Patrioti | AEK Larnaca         | 59      | 66           |            |            |            |  |  |       |                     |       |
|  |                  | BC Levicki Patrioti |                     |         | 66           |            |            |            |  |  |       |                     |       |
|  |                  | AEK Larnaca         | 74                  |         |              |            |            |            |  |  |       |                     |       |

### Chave 2
|  | Quartas-de-final | Quartas-de-final | Quartas-de-final |          |               | Semifinais | Semifinais | Semifinais |  |  | Final | Final         | Final |
|  |                  |                  |                  |          |               |            |            |            |  |  |       |               |       |
|  |                  | Cholet Basket    | 76               |          |               |            |            |            |  |  |       |               |       |
|  |                  | Antwerp Giants   | 72               |          |               |            |            |            |  |  |       |               |       |
|  |                  | Antwerp Giants   | 72               |          | Cholet Basket | 96         |            |            |  |  |       |               |       |
|  |                  |                  |                  |          | Cholet Basket | 96         |            |            |  |  |       |               |       |
|  |                  |                  | Varese           | 88       |               |            |            |            |  |  |       |               |       |
|  |                  | KK FMP           | Varese           | 88       | 71            |            |            |            |  |  |       |               |       |
|  |                  | KK FMP           |                  |          | 71            |            |            |            |  |  |       |               |       |
|  |                  | Varese           | 73               |          |               |            |            |            |  |  |       |               |       |
|  |                  |                  |                  |          |               |            |            |            |  |  |       | Cholet Basket | 80    |
|  |                  |                  |                  | Brindisi | 69            |            |            |            |  |  |       |               |       |
|  |                  | Brindisi         | 77               |          |               |            |            |            |  |  |       |               |       |
|  |                  | Oradea           | 74               |          |               |            |            |            |  |  |       |               |       |
|  |                  | Oradea           | 74               |          | Brindisi      | 78         |            |            |  |  |       |               |       |
|  |                  |                  |                  |          | Brindisi      | 78         |            |            |  |  |       |               |       |
|  |                  |                  | Den Bosch        | 63       |               |            |            |            |  |  |       |               |       |
|  |                  | Den Bosch        | Den Bosch        | 63       | 96            |            |            |            |  |  |       |               |       |
|  |                  | Den Bosch        |                  |          | 96            |            |            |            |  |  |       |               |       |
|  |                  | BG Göttingen     | 84               |          |               |            |            |            |  |  |       |               |       |

### Chave 3
|  | Quartas-de-final | Quartas-de-final | Quartas-de-final |           |               | Semifinais | Semifinais | Semifinais |  |  | Final | Final         | Final |
|  |                  |                  |                  |           |               |            |            |            |  |  |       |               |       |
|  |                  | Strasbourg IG    | 83               |           |               |            |            |            |  |  |       |               |       |
|  |                  | Jonavas          | 78               |           |               |            |            |            |  |  |       |               |       |
|  |                  | Jonavas          | 78               |           | Strasbourg IG | 79         |            |            |  |  |       |               |       |
|  |                  |                  |                  |           | Strasbourg IG | 79         |            |            |  |  |       |               |       |
|  |                  |                  | Ironi Ness Ziona | 74        |               |            |            |            |  |  |       |               |       |
|  |                  | Karhu            | Ironi Ness Ziona | 74        | 56            |            |            |            |  |  |       |               |       |
|  |                  | Karhu            |                  |           | 56            |            |            |            |  |  |       |               |       |
|  |                  | Ironi Ness Ziona | 92               |           |               |            |            |            |  |  |       |               |       |
|  |                  |                  |                  |           |               |            |            |            |  |  |       | Strasbourg IG | 82    |
|  |                  |                  |                  | Obradoiro | 78            |            |            |            |  |  |       |               |       |
|  |                  | Legia Warsow     | 70               |           |               |            |            |            |  |  |       |               |       |
|  |                  | Fribourg Olympic | 59               |           |               |            |            |            |  |  |       |               |       |
|  |                  | Fribourg Olympic | 59               |           | Legia Warsow  | 66         |            |            |  |  |       |               |       |
|  |                  |                  |                  |           | Legia Warsow  | 66         |            |            |  |  |       |               |       |
|  |                  |                  | Obradoiro        | 74        |               |            |            |            |  |  |       |               |       |
|  |                  | Mornar Bar       | Obradoiro        | 74        | 56            |            |            |            |  |  |       |               |       |
|  |                  | Mornar Bar       |                  |           | 56            |            |            |            |  |  |       |               |       |
|  |                  | Obradoiro        | 90               |           |               |            |            |            |  |  |       |               |       |

## Temporada Regular

### Grupo A
| Pos | Clube             | J | V | D | P+  | P-  | SP  | Pts | Classificação          |     | C/V   | FAL   | LEM   | PER   | UNI |
| --- | ----------------- | - | - | - | --- | --- | --- | --- | ---------------------- | --- | ----- | ----- | ----- | ----- | --- |
| 1   | Unicaja Malaga    | 6 | 4 | 2 | 490 | 442 | 48  | 10  | Avançam para o Top16   | FAL |       | 75-73 | 87-90 | 78-87 |     |
| 2   | Le Mans Sarthe    | 6 | 3 | 3 | 477 | 463 | 14  | 9   | Avançam para o Play-in | LEM | 63-81 |       | 96-68 | 85-78 |     |
| 3   | Peristeri bwin    | 6 | 3 | 3 | 463 | 493 | -30 | 9   | Avançam para o Play-in | PER | 87-70 | 78-86 |       | 76-73 |     |
| 4   | Falco Szombathely | 6 | 2 | 4 | 456 | 488 | -32 | 8   |                        | UNI | 88-65 | 83-74 | 81-64 |       |     |

### Grupo B
| Pos | Clube         | J | V | D | P+  | P-  | SP   | Pts | Classificação          |     | C/V    | JDA    | OPA    | PRO   | RYT |
| --- | ------------- | - | - | - | --- | --- | ---- | --- | ---------------------- | --- | ------ | ------ | ------ | ----- | --- |
| 1   | JDA Bourgogne | 6 | 5 | 1 | 526 | 441 | 85   | 11  | Avançam para o Top16   | JDA |        | 99-64  | 88-80  | 87-83 |     |
| 2   | Rytas         | 6 | 4 | 2 | 509 | 455 | 54   | 10  | Avançam para o Play-in | OPA | 67-104 |        | 97-100 | 75-95 |     |
| 3   | Promitheas    | 6 | 3 | 3 | 516 | 475 | 41   | 9   | Avançam para o Play-in | PRO | 68-71  | 115-66 |        | 78-76 |     |
| 4   | Opava         | 6 | 0 | 6 | 432 | 612 | -180 | 6   |                        | RYT | 79-77  | 99-63  | 77-75  |       |     |

### Grupo C
| Pos | Clube             | J | V | D | P+  | P-  | SP  | Pts | Classificação          |     | C/V   | CHO   | DAR   | LEN   | VEF |
| --- | ----------------- | - | - | - | --- | --- | --- | --- | ---------------------- | --- | ----- | ----- | ----- | ----- | --- |
| 1   | Lenovo Tenerife   | 6 | 4 | 2 | 490 | 443 | 47  | 10  | Avançam para o Top16   | CHO |       | 97-86 | 85-91 | 74-73 |     |
| 2   | Cholet Basket     | 6 | 3 | 3 | 485 | 495 | -10 | 9   | Avançam para o Play-in | DAR | 80-91 |       | 88-84 | 87-81 |     |
| 3   | Darüşşafaka Lassa | 6 | 3 | 3 | 488 | 500 | -12 | 9   | Avançam para o Play-in | LEN | 95-75 | 72-63 |       | 76-55 |     |
| 4   | VEF Riga          | 6 | 2 | 4 | 431 | 456 | -25 | 8   |                        | VEF | 70-63 | 75-84 | 77-72 |       |     |

### Grupo D
| Pos | Clube                  | J | V | D | P+  | P-  | SP  | Pts | Classificação          |     | C/V   | AEK    | DIN   | KIN   | MHP |
| --- | ---------------------- | - | - | - | --- | --- | --- | --- | ---------------------- | --- | ----- | ------ | ----- | ----- | --- |
| 1   | AEK Betsson Atenas     | 6 | 5 | 1 | 528 | 461 | 67  | 11  | Avançam para o Top16   | AEK |       | 110-79 | 86-64 | 84-79 |     |
| 2   | MHP Riesen Ludwigsburg | 6 | 3 | 3 | 480 | 490 | -10 | 9   | Avançam para o Play-in | DIN | 79-83 |        | 97-81 | 80-97 |     |
| 3   | Dinamo Sassari         | 6 | 2 | 4 | 509 | 543 | -34 | 8   | Avançam para o Play-in | KIN | 77-86 | 93-85  |       | 80-60 |     |
| 4   | King Szczecin          | 6 | 2 | 4 | 473 | 496 | -23 | 8   |                        | MHP | 83-79 | 79-89  | 82-78 |       |     |

### Grupo E
| Pos | Clube                 | J | V | D | P+  | P-  | SP  | Pts | Classificação          |     | C/V   | EWE   | FIL   | PIN   | SIG |
| --- | --------------------- | - | - | - | --- | --- | --- | --- | ---------------------- | --- | ----- | ----- | ----- | ----- | --- |
| 1   | SIG Strasbourg        | 6 | 4 | 2 | 487 | 467 | 20  | 10  | Avançam para o Top16   | EWE |       | 81-64 | 97-88 | 83-85 |     |
| 2   | Pınar Karşıyaka       | 6 | 3 | 3 | 495 | 487 | 8   | 9   | Avançam para o Play-in | FIL | 88-83 |       | 78-76 | 87-84 |     |
| 3   | Filou Oostende        | 6 | 3 | 3 | 462 | 499 | -37 | 9   | Avançam para o Play-in | PIN | 85-83 | 94-77 |       | 87-72 |     |
| 4   | EWE Baskets Oldenburg | 6 | 2 | 4 | 504 | 495 | 9   | 8   |                        | SIG | 85-77 | 81-68 | 80-65 |       |     |

### Grupo F
| Pos | Clube                  | J | V | D | P+  | P-  | SP  | Pts | Classificação          |     | C/V   | BUR   | HOL   | RIO   | TEL |
| --- | ---------------------- | - | - | - | --- | --- | --- | --- | ---------------------- | --- | ----- | ----- | ----- | ----- | --- |
| 1   | Telekom Baskets Bonn   | 6 | 3 | 3 | 497 | 473 | 24  | 9   | Avançam para o Top16   | BUR |       | 74-93 | 77-65 | 73-91 |     |
| 2   | Hapoel Holon           | 6 | 3 | 3 | 463 | 456 | 7   | 9   | Avançam para o Play-in | HOL | 74-75 |       | 84-79 | 65-72 |     |
| 3   | Rio Breogan            | 6 | 3 | 3 | 462 | 459 | 3   | 9   | Avançam para o Play-in | RIO | 68-48 | 82-72 |       | 97-92 |     |
| 4   | Bursaspor İnfo Yatırım | 6 | 3 | 3 | 439 | 473 | -34 | 9   |                        | TEL | 82-92 | 74-75 | 86-71 |       |     |

### Grupo G
| Pos | Clube                       | J | V | D | P+  | P-  | SP  | Pts | Classificação          |     | C/V   | BEN   | GAL   | HAP   | PAO |
| --- | --------------------------- | - | - | - | --- | --- | --- | --- | ---------------------- | --- | ----- | ----- | ----- | ----- | --- |
| 1   | Hapoel Bank Yahav Jerusalem | 6 | 5 | 1 | 513 | 440 | 73  | 11  | Avançam para o Top16   | BEN |       | 63-87 | 66-84 | 94-72 |     |
| 2   | PAOK Mateco                 | 6 | 3 | 3 | 455 | 478 | -23 | 9   | Avançam para o Play-in | GAL | 98-78 |       | 70-85 | 77-88 |     |
| 3   | Galatasaray Ekmas           | 6 | 3 | 3 | 513 | 492 | 21  | 9   | Avançam para o Play-in | HAP | 97-68 | 99-96 |       | 71-61 |     |
| 4   | SL Benfica                  | 6 | 1 | 5 | 443 | 514 | -71 | 7   |                        | PAO | 76-74 | 79-85 | 79-77 |       |     |

### Chave H
| Pos | Clube                    | J | V | D | P+  | P-  | SP  | Pts | Classificação          |     | C/V   | BER   | IGO     | TOF   | UCA |
| --- | ------------------------ | - | - | - | --- | --- | --- | --- | ---------------------- | --- | ----- | ----- | ------- | ----- | --- |
| 1   | UCAM Murcia              | 6 | 5 | 1 | 517 | 427 | 90  | 11  | Avançam para o Top16   | BER |       | 91-84 | 91-85   | 78-74 |     |
| 2   | Bertram Derthona Tortona | 6 | 5 | 1 | 500 | 484 | 16  | 11  | Avançam para o Play-in | IGO | 74-77 |       | 102-104 | 63-79 |     |
| 3   | Tofaş                    | 6 | 2 | 4 | 532 | 551 | -19 | 8   | Avançam para o Play-in | TOF | 80-88 | 99-65 |         | 75-90 |     |
| 4   | Igokea m:tel             | 6 | 0 | 6 | 435 | 522 | -87 | 6   |                        | UCA | 87-75 | 72-47 | 115-89  |       |     |

## Segunda Fase

### Play-in
| Time 1                   | Série | Time 2            | 1º Jogo  | 2º Jogo | 3º Jogo |
| ------------------------ | ----- | ----------------- | -------- | ------- | ------- |
| PAOK Mateco              | 1 - 2 | Tofaş             | 63 - 95  | 88 - 88 | 71 - 84 |
| MHP Riesen Ludwigsburg   | 2 - 1 | Darüşşafaka Lassa | 82 - 63  | 72 - 83 | 99 - 73 |
| Rytas                    | 0 - 2 | Peristeri bwin    | 92 - 110 | 80 - 83 | -       |
| Pınar Karşıyaka          | 2 - 1 | Rio Breogan       | 89 - 85  | 73 - 80 | 76 - 86 |
| Cholet Basket            | 2 - 1 | Dinamo Sassari    | 72 - 93  | 95 - 91 | 93 - 77 |
| Hapoel Holon             | 2 - 1 | Filou Oostende    | 80 - 70  | 61 - 71 | 78 - 72 |
| Le Mans Sarthe           | 0 - 2 | Promitheas        | 68 - 78  | 78 - 91 | -       |
| Bertram Derthona Tortona | 0 - 2 | Galatasaray Ekmas | 70 - 71  | 89 - 95 | -       |

### Grupo I
| Pos | Clube          | J | V | D | P+  | P-  | SP  | Pts | Classificação            |     | C/V   | CHO   | SIG   | TOF   | UNI |
| --- | -------------- | - | - | - | --- | --- | --- | --- | ------------------------ | --- | ----- | ----- | ----- | ----- | --- |
| 1   | Unicaja Malaga | 6 | 6 | 0 | 510 | 422 | 88  | 12  | Avança quartas de finais | CHO |       | 98-93 | 77-74 | 74-86 |     |
| 2   | Tofaş          | 6 | 2 | 4 | 462 | 466 | -4  | 8   | Avança quartas de finais | SIG | 96-84 |       | 78-65 | 70-79 |     |
| 3   | SIG Strasbourg | 6 | 2 | 4 | 470 | 510 | -40 | 8   |                          | TOF | 84-71 | 93-71 |       | 76-80 |     |
| 4   | Cholet Basket  | 6 | 2 | 4 | 474 | 518 | -44 | 8   |                          | UNI | 85-70 | 91-62 | 89-70 |       |     |

### Grupo J
| Pos | Clube                  | J | V | D | P+  | P-  | SP  | Pts | Classificação        |     | C/V    | GAL   | JDA   | MHP   | TEL |
| --- | ---------------------- | - | - | - | --- | --- | --- | --- | -------------------- | --- | ------ | ----- | ----- | ----- | --- |
| 1   | Telekom Baskets Bonn   | 6 | 5 | 1 | 500 | 466 | 34  | 11  | Avançam para o Top16 | GAL |        | 93-96 | 93-91 | 98-85 |     |
| 2   | MHP Riesen Ludwigsburg | 6 | 3 | 3 | 507 | 479 | 28  | 9   | Avançam para o Top16 | JDA | 85-76  |       | 82-89 | 62-72 |     |
| 3   | JDA Bourgogne          | 6 | 2 | 4 | 458 | 490 | -32 | 8   |                      | MHP | 100-80 | 71-59 |       | 81-85 |     |
| 4   | Galatasaray Ekmas      | 6 | 2 | 4 | 516 | 546 | -30 | 8   |                      | TEL | 89-76  | 89-74 | 80-75 |       |     |

### Grupo K
| Pos | Clube                       | J | V | D | P+  | P-  | SP  | Pts | Classificação        |     | C/V   | HAP    | LEN   | PER   | PIN |
| --- | --------------------------- | - | - | - | --- | --- | --- | --- | -------------------- | --- | ----- | ------ | ----- | ----- | --- |
| 1   | Lenovo Tenerife             | 6 | 4 | 2 | 521 | 511 | 10  | 10  | Avançam para o Top16 | HAP |       | 85-61  | 61-76 | 83-74 |     |
| 2   | Peristeri bwin              | 6 | 3 | 3 | 473 | 475 | -2  | 9   | Avançam para o Top16 | LEN | 95-92 |        | 89-68 | 88-79 |     |
| 3   | Hapoel Bank Yahav Jerusalem | 6 | 3 | 3 | 485 | 479 | 6   | 9   |                      | PER | 75-77 | 90-82  |       | 76-73 |     |
| 4   | Pınar Karşıyaka             | 6 | 2 | 4 | 514 | 528 | -14 | 8   |                      | PIN | 98-87 | 97-106 | 93-88 |       |     |

### Grupo L
| Pos | Clube              | J | V | D | P+  | P-  | SP  | Pts | Classificação        |     | C/V    | AEK     | HOL   | PRO   | UCA |
| --- | ------------------ | - | - | - | --- | --- | --- | --- | -------------------- | --- | ------ | ------- | ----- | ----- | --- |
| 1   | UCAM Murcia        | 6 | 4 | 2 | 490 | 453 | 37  | 10  | Avançam para o Top16 | AEK |        | 108-112 | 67-79 | 79-84 |     |
| 2   | Promitheas         | 6 | 4 | 2 | 485 | 472 | 13  | 10  | Avançam para o Top16 | HOL | 79-68  |         | 65-74 | 64-60 |     |
| 3   | Hapoel Holon       | 6 | 4 | 2 | 474 | 480 | -6  | 10  |                      | PRO | 80-79  | 92-93   |       | 79-78 |     |
| 4   | AEK Betsson Atenas | 6 | 0 | 6 | 490 | 534 | -44 | 6   |                      | UCA | 100-89 | 78-61   | 90-81 |       |     |

## Playoffs

### Confrontos
| Time 1               | Série | Time 2                 | 1º Jogo | 2º Jogo | 3º Jogo |
| -------------------- | ----- | ---------------------- | ------- | ------- | ------- |
| Lenovo Tenerife      | 2 - 1 | Tofaş                  | 83 - 77 | 81 - 90 | 78 - 55 |
| Telekom Baskets Bonn | 1 - 2 | Peristeri bwin         | 89 - 78 | 62 - 90 | 77 - 89 |
| UCAM Murcia          | 2 - 0 | MHP Riesen Ludwigsburg | 98 - 72 | 85 - 72 | -       |
| Unicaja Malaga       | 2 - 0 | Promitheas             | 67 - 54 | 90 - 83 | -       |

## Final Four - Belgrado 2024

### Semifinais
Arena Belgrado, 26 de abril de 2024
| Time 1          | Placar  | Time 2         |
| --------------- | ------- | -------------- |
| Lenovo Tenerife | 97 - 93 | Peristeri bwin |
| UCAM Murcia     | 74 - 80 | Unicaja Malaga |

### Decisão de terceiro colocado
Arena Belgrado, 28 de abril de 2024
| Time 1      | Placar  | Time 2         |
| ----------- | ------- | -------------- |
| UCAM Murcia | 87 - 84 | Peristeri bwin |

### Grande Final
Arena Belgrado, 28 de abril de 2024
| Time 1          | Placar  | Time 2         |
| --------------- | ------- | -------------- |
| Lenovo Tenerife | 75 - 80 | Unicaja Malaga |

### Premiação
| Basketball Champions League 2023-24 |
| Espanha                             |
| ----------------------------------- |
| Campeão Unicaja Malaga (1° título)  |